# マッドドッグ・バション
マッドドッグ・バション（Mad Dog Vachon）のリングネームで知られるモーリス・バション（Maurice Vachon、1929年9月14日 - 2013年11月21日）は、カナダのプロレスラー。ケベック州モントリオール出身のフランス系カナダ人。
オリンピック代表にも選ばれた正統派のレスリング技術と、マッドドッグ（狂犬）の異名通りの凶暴な喧嘩ファイトで、180cmに満たない小柄な体格ながらトップスターとして活躍した。地元のモントリオールではプロモート業も手掛けた。

## 来歴
13人兄弟の一人として生まれる。10代よりレスリングで頭角を現し、カナダのナショナルチームに入る。1948年にはロンドンオリンピックに19歳でカナダ代表として出場した。1950年にプロ入り。地元のモントリオールを主戦場に、当初はベビーフェイスのポジションで活動していたが、同地区のヒーローだったユーボン・ロバートに全治5週間の怪我を負わせた一戦を機に、1955年よりヒールに転向。以降、マッドドッグの異名を持つクレージーファイターとして、後にモントリオールにて興行戦争を展開することになる "ハンサム" ジョニー・ルージョーらと抗争した。1959年からはカルガリーにて弟の "ブッチャー" ポール・バションとタッグチームを結成。テキサスやミッドアトランティックなどアメリカ南部にも進出し、各地のタッグタイトルを獲得した。
1962年、ポールとのコンビを一時解消して太平洋岸北西部のパシフィック・ノースウエスト・レスリングに参戦。10月4日にルーサー・リンゼイからNWAパシフィック・ノースウエスト・ヘビー級王座を奪取し、以降もビリー・ホワイト・ウルフ、ニック・ボックウィンクル、ザ・デストロイヤー、スタン・スタージャック、ムーンドッグ・メインらとタイトルを争った。
1964年よりAWAを主戦場とし、同年5月2日にネブラスカ州オマハでバーン・ガニアを破りAWA世界ヘビー級王座を獲得。同月中にガニアに奪回されるが、その後もガニアと抗争を繰り広げて王座に返り咲き、1967年にかけて通算5回戴冠、パット・オコーナー、ムース・ショーラック、モンゴリアン・ストンパー、ジャック・ランザ、ドン・ジャーディン、イゴール・ボディック、ウイルバー・スナイダー、ダニー・ホッジ、ディック・ザ・ブルーザー、クラッシャー・リソワスキー、ミスター・レスリング、アーニー・ラッド、キラー・コワルスキーなどの強豪を相手に防衛戦を行った。1969年8月30日にはポールと組んでブルーザー&クラッシャーからAWA世界タッグ王座も奪取するなど、AWAの大ヒールとして活躍したが、ガニアとの抗争においては狂乱ファイトを抑え、正統派のレスリングの攻防を披露することもあった。
モントリオールでの活動も続け、5度目のAWA世界ヘビー級王座戴冠中の1967年1月24日には、ハンス・シュミットから同地区認定のインターナショナル・ヘビー級王座（モントリオール版IWA世界ヘビー級王座）を奪取。両団体のフラッグシップ・タイトルの二冠王となった。1960年代末はロサンゼルスのWWAにも時折出場しており、世界ヘビー級王者のボボ・ブラジルに挑戦したほか、ミル・マスカラスやフレッド・ブラッシーと対戦している。
AWAでは1971年下期よりベビーフェイスに転向して、ボックウィンクル、レイ・スティーブンス、ラリー・ヘニング、ラーズ・アンダーソンなどのヒール勢と対戦。大悪党から人気者に転じ、1972年にはポールとの兄弟コンビでダスティ・ローデス&ディック・マードックのテキサス・アウトローズと抗争した。AWAでの活動と並行して、1970年代には故郷のモントリオールにて自らの団体グランプリ・レスリング（Grand Prix Wrestling、略称：GPW）を主宰。コワルスキー、エドワード・カーペンティア、ドン・レオ・ジョナサンなどを招聘し、エースレスラー兼プロモーターとしても活動した。1975年は7月と10月にテキサスのアマリロ地区にスポット参戦し、ドリー・ファンク・ジュニアやテリー・ファンクとも対戦している。
GPWの運営を離れた1976年にヒールに戻り、AWAやNWAセントラル・ステーツ地区でバロン・フォン・ラシクとのタッグなどで活動。AWAではヘニング&ジョー・ルダックやグレッグ・ガニア&ジム・ブランゼルのハイ・フライヤーズなどと抗争、セントラル・ステーツでは9月30日にブラック・ゴールドマン&エル・ゴリアスからNWA世界タッグ王座を奪取している。
1978年下期より再びフェイスターンを決行。50歳を目前とした1979年6月6日、かつての仇敵ガニア（当時53歳）とのチームでスティーブンス&パット・パターソンを破り、AWA世界タッグ王座を獲得、翌1980年7月20日にジェシー・ベンチュラ&アドリアン・アドニスに明け渡すまで、1年以上に渡って保持した（その間、カナダのウィニペグにてスタン・ハンセン&ボビー・ダンカンに王座を奪われたともされている）。その後も大ベテランのベビーフェイスとしてAWAのリングに上がり、1983年には、当時AWAで人気沸騰中だったハルク・ホーガンともタッグを組んでいる。
キャリア末期の1984年にはWWFと契約し、同年にスタートしたビンス・マクマホン・ジュニアによる全米進出サーキットに参加。AWA圏での興行を中心に、ニューヨークのマディソン・スクエア・ガーデンにも出場した。WWFではアンドレ・ザ・ジャイアントやダイナマイト・キッドとのタッグチームも実現している。1986年、ケベックにて引退ツアーが行われ、36年におよぶキャリアに終止符を打った。
引退後の1987年にアイオワ州デモインにてひき逃げ事故に遭い、右足首から下部を切断したが、その後も度々WWEの興行や番組にスペシャル・ゲストとして登場。2010年にはWWE殿堂に迎えられ、車椅子でセレモニーに出席した（インダクターはAWAでの旧敵パターソン）。
2013年11月21日、ネブラスカ州オマハにて死去。84歳没。2019年には弟のポールとのドキュメンタリー映画 "Mad Dog & The Butcher" が公開された。

### 日本での活躍
1968年9月、日本プロレスに初来日。キラー・カール・コックスをパートナーに、10月24日に広島県立体育館、10月29日に愛知県体育館にて、ジャイアント馬場&アントニオ猪木のBI砲が保持していたインターナショナル・タッグ王座に連続挑戦した。小柄なために馬場のインターナショナル・ヘビー級王座への挑戦権は与えられなかったものの、馬場は自著においてバションについて、小粒だがあきれるほどタフであり、基本がしっかりとしていて文句なく超一流のレスラーだったなどと記している。
1971年2月の再来日ではAWA世界タッグ王者として、ポールとの兄弟コンビで国際プロレスに初登場。3月1日に宮城県スポーツセンター、3月2日に東京都体育館にて、グレート草津&サンダー杉山の挑戦を2度にわたって退けるなど、壮絶な暴れっぷりで日本勢を蹂躙、以降も国際プロレスに外国人エースとして度々参戦した。1973年4月18日には土浦にてイワン・コロフと組み草津&ストロング小林からIWA世界タッグ王座を、1975年4月10日には東京の足立区体育館にてマイティ井上からIWA世界ヘビー級王座を奪取。最後の来日となった1977年2月には第6回IWAワールド・シリーズに参加、3月26日の蔵前国技館での優勝決定戦でラッシャー木村と覇を争った。同シリーズではジプシー・ジョーとのコンビでIWA世界タッグ王座の争奪トーナメントにも出場したが、3月10日に水戸市民体育館で行われた準決勝のアニマル浜口&寺西勇戦でジョーと仲間割れして失格（トーナメントはビッグ・ジョン・クイン&クルト・フォン・ヘスが優勝）。3月15日の豊橋市体育館でのジョーとのシリーズ公式戦では、両者のモントリオールでの抗争劇が再現された。

## 親族
弟のブッチャー・バション（ポール・バション）もプロレスラーで、タッグチームのバション・ブラザーズとしても実績を残した。妹のビビアン・バションもまたプロレスラー（夫はバディ・ウォルフ）。女子プロレスラーのルナ・バションはポールの娘でモーリスの姪にあたる（夫はデビッド・ヒース）。なお、スタン・プラスキーがスタン・バションと名乗り、モーリス&ポールの兄弟として活動していたことがあったが、ギミック上の「ビジネス・ブラザーズ」であり実際の血縁関係はない。

## 人物
- リング上の暴れっぷりと同様に、喧嘩には滅法強かったという[38]。リック・フレアーもバションの喧嘩の強さを認めており、ハーリー・レイス、ブラックジャック・マリガン、ワフー・マクダニエル、ディック・スレーターなどと並んでプロレス界でもトップクラスだったと自著で記している[39]。また、酒場で見つけた荒くれ者をプロレスラーにスカウトしていたともいわれ、ザリノフ・ルブーフやクレージー・セーラー・ホワイトはその1人とされている[40]。だがその一方で、素顔は温厚な人格者として知られていた[1][41]。1972年にモントリオールに遠征していたマイティ井上によると、夫人の命令で休日には洗濯をしていたという[26]。
- ビル・ロビンソンは、自身が戦った北米のベストレスラーとしてバロン・フォン・ラシクと共にバションの名前を挙げており、喧嘩屋であり実力者でもあったバションについて、MMAタイプのストリートファイターだったと評している[42]。
- タイガー・ジェット・シンとはモントリオールでは犬猿の仲だったとされる。バションは「シンがモントリオールでバションに勝利したと日本で発言しているが、俺はシンに敗戦したことはない。文句があるならいつでも勝負してやる。強い奴は認めるが、嘘つきは許せない」と発言している[26]。
- 最後の来日から20年経った1997年3月に、ハリウッドにて流智美が行ったインタビューでバションは、国際プロレス社長だった吉原功の墓参のため、吉原の墓所がある岩手県北上市[43]を訪問するつもりだったことを明かした。その際バションは「この足では航空機に乗れない。もう日本へ来れないだろう。吉原の夫人に会ったらよろしく伝えてくれ」と語っている[26]。

## 得意技
- ドリル・ア・ホール・パイルドライバー
- シュミット式バックブリーカー
- コブラクラッチ（変型スリーパーホールド）
- コブラツイスト
- ナックル・パンチ
- あらゆる物を利用しての凶器攻撃
- 噛みつき

## 獲得タイトル
アメリカン・レスリング・アソシエーション
- AWA世界ヘビー級王座：5回[8]
- AWA世界タッグ王座：3回（w / ブッチャー・バション×2、バーン・ガニア）[12]
- AWA中西部タッグ王座：2回（w / ブッチャー・バション、ボブ・オートン）[4]

オールスター・レスリング
- ネブラスカ・ヘビー級王座：2回[44]
- ネブラスカ・タッグ王座：2回（w / ハル佐々木）[45]

サウスウエスト・スポーツ・インク
- NWAテキサス・タッグ王座：2回（w / ピエール・ラセール、ブッチャー・バション）[46]
- NWAテキサス・ブラスナックル王座：1回[4]

スタンピード・レスリング
- NWAカナディアン・タッグ王座（カルガリー版）：3回（w / ブッチャー・バション）[4]
- NWAインターナショナル・タッグ王座（カルガリー版）：3回（w / ブッチャー・バション）[4]

パシフィック・ノースウエスト・レスリング
- NWAパシフィック・ノースウエスト・ヘビー級王座：6回[7]
- NWAパシフィック・ノースウエスト・タッグ王座：1回（w / フリッツ・フォン・ゲーリング）[47]

ミッドアトランティック・チャンピオンシップ・レスリング
- NWA南部タッグ王座（ミッドアトランティック版）：1回（w / ブッチャー・バション）[4]

ミッドサウス・スポーツ
- NWA世界タッグ王座（ジョージア版）：1回（w / ブッチャー・バション）[48]

セントラル・ステーツ・レスリング
- NWA世界タッグ王座（セントラル・ステーツ版）：1回（w / バロン・フォン・ラシク）[21]

グランプリ・レスリング
- GPWヘビー級王座：4回[18]
- GPWタッグ王座：3回（w / ブッチャー・バション×2、キラー・コワルスキー）[49]

IWAモントリオール
- インターナショナル・ヘビー級王座：2回[13]
- インターナショナル・タッグ王座：1回（w / エドワード・カーペンティア）[50]

インターナショナル・レスリング・エンタープライズ
- IWA世界ヘビー級王座：1回[34]
- IWA世界タッグ王座：1回（w / イワン・コロフ）[33]

ワールド・レスリング・エンターテインメント
- WWE殿堂：2010年度[27]